# أنطونيو لوكي لوبيز
أنطونيو لوكي لوبيز (بالإسبانية: Antonio Luque López)‏ هو كاتب وأستاذ جامعي ومهندس إسباني، ولد في 15 أغسطس 1941 في مالقة في إسبانيا.